# Hesperange
Hesperange este un oraș în Luxemburg.